# Patti LaBelle
Patricia Louise Holte (Filadélfia, 24 de maio de 1944), mais conhecida pelo seu nome artístico Patti LaBelle é uma cantora, atriz, e empreendedora estadunidense. Ela é frequentemente chamada de "Madrinha do Soul".
LaBelle iniciou sua carreira no início dos anos 1960 como vocalista principal do grupo Patti LaBelle and the Bluebelles. Após a mudança de nome do grupo para Labelle na década de 1970, lançaram o famoso hit "Lady Marmalade". Após a separação do grupo em 1976, LaBelle iniciou uma carreira solo, começando com seu álbum de estreia, que incluía a canção "You Are My Friend".
Ela se destacou como artista solo nos anos 1980, com sucessos como "If Only You Knew", "Love, Need and Want You", "New Attitude" e "Stir It Up". Em 1986, seu álbum Winner in You alcançou o primeiro lugar nas paradas, e o dueto "On My Own" com Michael McDonald também se tornou um grande sucesso. Em 1989, a canção "If You Asked Me To" foi lançada no álbum Be Yourself e mais tarde regravada por Celine Dion. LaBelle ganhou um Grammy em 1992 na categoria Melhor Performance Vocal Feminina de R&B por seu álbum Burnin', que incluía faixas como "Somebody Loves You Baby (You Know Who It Is)" e "Feels Like Another One". Ela recebeu um segundo Grammy pelo álbum ao vivo Live! One Night Only. Seus álbuns dos anos 1990, como Gems e Flame, continuaram a atrair o público jovem de R&B. LaBelle se reuniu com seus companheiros de banda para o álbum Back to Now, que foi seguido por uma turnê promocional.
Além de sua carreira musical, LaBelle atuou em A Soldier's Story e em séries como A Different World e American Horror Story: Freak Show. Em 1992, estrelou seu próprio seriado de TV, Out All Night. Em 2002, apresentou seu programa de estilo de vida, Living It Up with Patti LaBelle, na TV One. Em 2015, participou de Dancing with the Stars aos 70 anos. Ela também lançou uma marca de roupas de cama, livros de receitas e produtos alimentícios. Sua torta de batata-doce se tornou um sucesso viral em 2015, resultando em vendas significativas.
Com uma carreira que abrange sete décadas, LaBelle vendeu mais de 50 milhões de discos em todo o mundo. Ela foi homenageada no Grammy Hall of Fame, na Calçada da Fama de Hollywood, na Calçada da Fama da Black Music & Entertainment e no Apollo Theater Hall of Fame. Foi incluída na lista dos 100 Maiores Cantores da Rolling Stone. LaBelle é reconhecida por seu poder vocal, alcance e entrega emotiva.

## Carreira
Nascida na Filadélfia, cresceu cantando em uma igreja Batista e destacou-se por cantar diversos gêneros musicais. Em 1991, o álbum Burnin, recebeu um Grammy de melhor performance R&B.. A diva do soul Patti LaBelle, teve uma das carreiras mais longa na vida da música contemporânea, com muitos hits em muitas variedades. Em 1965, The quartet, conhecido agora como Patti LaBelle & the Bluebelles, assinou um contrato com a Atlantic Records, onde ganhou mais um hit com sua versão de "Somewhere Over the Rainbow".

### 1977–1984: Entrada na carreira solo
Após assinar um contrato com a Epic Records em 1977, LaBelle uniu-se a David Rubinson, produtor de Chameleon, para colaborar em seu primeiro álbum solo, lançado no mesmo ano. O álbum atingiu notoriedade pelas canções "Joy to Have Your Love" e "Dan Swit Me" - que entraram para as paradas de sucesso disco - e a balada gospel "You Are My Friend", esta última que se tornou seu primeiro single em carreira solo a emplacar nas paradas musicais de R&B. Nos anos seguintes, a cantora lançou três outros álbuns, emplacando as canções "Eyes in the Back of My Head", "Little Girls", "Music is My Way of Life", "Come What May", "Release (The Tension)" and "I Don't Go Shopping" (esta última composta por Peter Allen e sendo a mais bem-sucedida de todas). 
Após realizar quatro álbuns pela Epic, LaBelle fechou contrato com a Philadelphia International Records, onde gravou sua versão da clássica "Over the Rainbow", lançada no álbum The Spirit's in It. Em 1982, a cantora gravou "The Best Is Yet to Come" em dueto com Grover Washington e recebeu indicações pela performance no musical Your Arms Too Short to Box with God. Posteriormente, a canção "The Best Is Yet to Come" rendeu-lhe a primeira indicação aos Prêmios Grammy. No ano seguinte, LaBelle lançou o álbum I'm in Love Again, considerado pela crítica como um divisor de águas em sua carreira, e que inclui seus dez primeiros singles a liderar as paradas de R&B. A canção  "If Only You Knew", por sua vez, tornou-se o primeiro single da cantora a alcançar o primeiro lugar na parada. No fim do ano, LaBelle lançou outro sucesso com Bobby Womack através do dueto "Love Has Finally Come at Last", levando-a a uma participação no filme A Soldier's Story.

## Discografia
- Patti LaBelle (1977)
- Tasty (1978)
- It's Alright with Me (1979)
- Released (1980)
- The Spirit's in It (1981)
- I'm in Love Again (1983)
- Patti (1985)
- Winner in You (1986)
- Be Yourself (1989)
- This Christmas (1990)
- Burnin' (1991)
- Gems (1994)
- Flame (1997)
- When a Woman Loves (2000)
- Timeless Journey (2004)
- Classic Moments (2005)
- The Gospel According to Patti LaBelle (2006)
- Miss Patti's Christmas (2007)

## Filmografia

### Cinema
| Ano  | Título                 | Papel           |
| ---- | ---------------------- | --------------- |
| 1984 | A Soldier's Story      | Big Mary        |
| 1989 | Sing                   | Sra. DeVere     |
| 2005 | Preaching to the Choir | Irmã Jasmine    |
| 2006 | Idlewild               | Angel Davenport |
| 2007 | Cover                  | Sra. Persons    |
| 2008 | Semi-Pro               | Mãe do Jackie   |
| 2011 | Mama I Want to Sing    | Irmã Carrie     |

### Televisão
| Ano       | Título                               | Papel               | Notas                                        |
| --------- | ------------------------------------ | ------------------- | -------------------------------------------- |
| 1982      | American Playhouse                   | Mulher da limpeza   | Episódio: "Working"                          |
| 1986      | Unnatural Causes                     | Jeanette Thompson   | Telefilme                                    |
| 1987-2000 | Sesame Street                        | Ela mesma           | 9 episódios                                  |
| 1989      | Fire and Rain                        | Lucille Jacobson    | Telefilme                                    |
| 1990–1993 | A Different World                    | Adele Wayne         | 8 episódios                                  |
| 1990      | Parker Kane                          | Cartier             | Telefilme                                    |
| 1991      | The Real Story of Itsy Bitsy Spider  | Senhorita Widow     | Telefilme                                    |
| 1992-1993 | Out All Night                        | Chelsea Paige       | 19 episódios                                 |
| 1994      | The Nanny                            | Ela mesma           | Episódio: "I Don't Remember Mama"            |
| 1995      | The Puzzle Place                     | Ela mesma           | Episódio: "Deck the Halls"                   |
| 1997      | Cosby                                | Charlene            | Episódio: "The Return of the Charlites"      |
| 2001      | Santa Baby                           | Melody Songbird     | Telefilme                                    |
| 2004      | All of Us                            | Marvella James      | Episódio: "O Brother, Where Art Thou?"       |
| 2006      | Why I Wore Lipstick to My Mastectomy | Moneisha            | Telefilme                                    |
| 2014      | American Horror Story: Freak Show    | Dora Brown          | 4 episódios                                  |
| 2015      | Dancing with the Stars               | Participante        | 6 episódios                                  |
| 2015      | Empire                               | Ela mesma           | Episódio: "Who I Am"                         |
| 2015-2017 | Patti LaBelle's Place                | Apresentadora       | 14 episódios                                 |
| 2017      | Daytime Divas                        | Gloria Tomas        | 3 episódios                                  |
| 2018–2019 | Star                                 | Christine Brown     | 5 episódios                                  |
| 2018      | Greenleaf                            | Maxine Patterson    | 6 episódios                                  |
| 2018      | The Kominsky Method                  | Ela mesma           | Episódio: "Chapter 2: An Agent Grieves"      |
| 2018      | Christmas Everlasting                | Sra. Swinson        | Telefilme                                    |
| 2019      | A Black Lady Sketch Show             | Ela mesma           | Episódio: "Where Are My Background Singers?" |
| 2019      | The Masked Singer                    | Flor                | 6 episódios                                  |
| 2019      | A Family Christmas Gift              | Dora                | Telefilme                                    |
| 2022      | Fraggle Rock: Back to the Rock       | Rainha dos Merggles | Episódio: "The Merggle Moon Migration"       |
| 2022      | The Neighborhood                     | Marilyn             | Episódio: "Welcome to the Mama Drama"        |
| 2022      | A New Orleans Noel                   | Loretta Brown       | Telefilme                                    |
| 2023      | The Wonder Years                     | Madre Williams      | 2 episódios                                  |
| 2024      | The Simpsons                         | Ela mesma           | Episódio: "O C'mon All Ye Faithful"          |